# هيلو: كومبات إفولفد
هيلو: كومبات إفولفد (بالإنجليزية: Halo: Combat Evolved)‏ (هالة: القتال المتطور) هي لعبة فيديو خيال علمي من نمط تصويب منظور الشخص الأول. صدرت في 15 نوفبر 2001 وتمثل الجزء الأول من سلسلة هيلو. تم تطوير اللعبة بواسطة ستوديوهات بنجي ونشرها بواسطة مايكروسوفت غايم ستوديوز. صدرت اللعبة في البداية حصريا لجهاز الإكس بوكس ثم صدرت لاحقا لأجهزة الحاسوب الشخصي في 2003. حققت اللعبة انتشارا واسعا وتم كتابة عدة روايات تتحدث عنها. حصلت اللعبة على تقديرات مرتفعة من معظم المواقع الإليكترونية والمجلات المتخصصة في ألعاب الفيديو وباعت أكثر من 5 ملايين نسخة.

## القصة
تدور أحداث اللعبة في القرن السادس والعشرين حول حرب بين البشر ومخلوقات فضائية تعرف باسم الكوفينانت (The Covenant) وكائنات أخرى تعرف بالطوفان. تنتقل الحرب من كوكب ريتش إلى مجسم حلقي الشكل يعرف باسم هالو وهو عالم اصطناعي انشئ من قبل الفوررنر. تتمحور اللعبة حول الجندي الخارق الذي يعرف باسم «ماستر شيف» أي السيد الرئيس (بالإنجليزية:Master Chief)، قائد القوات البشرية على بعد موت الكابتن كيز على حلقة هالو.

ماستر شيف يقوم بإطلاق النار.

## مواضيع متعلقة
- هيلو (سلسلة)

## روابط خارجية
- هيلو: كومبات إفولفد على موقع IMDb (الإنجليزية)